# Апостол Михайло Володимирович
Михайло Володимирович Апостол (нар. 1 січня 1961; с. Ласківці, Теребовлянський район, Тернопільська область) — український громадський і політичний діяч, науковець, народний депутат України VII скликання. Радник голови МВС Арсена Авакова (2015-2021).

## Освіта
1982 - закінчив Тернопільський фінансово-економічний інститут за спеціальністю «Бухгалтерський облік та аналіз господарської діяльності».
2005 - переміг у відбірковому конкурсі на право навчання та стажування за програмою «Агробізнес» у США при Каліфорнійському університеті за рахунок фінансування Державного департаменту США.
2018 - закінчив ДВНЗ «Переяслав-Хмельницький державний педагогічний університет ім. Григорія Сковороди» за спеціальністю «Педагогіка і методика середньої освіти. Історія». 

## Трудова діяльність
У сільському господарстві з 1984 року. Після інституту та служби в армії працював головним бухгалтером, головним економістом в л-пі «Вільна Україна» (1984–1994), пізніше - директором ПП «Оріон» (1994–2009, 2012).

## Наукова діяльність
2015 - М.В. Апостол захистив дисертаційну роботу на тему «Академік АН УРСР А.О. Сапєгін (1883 – 1946) – вчений, педагог та організатор аграрної науки в Україні» на здобуття наукового ступеня кандидата історичних наук зі спеціальності 07.00.07 – історія науки й техніки. 
2019 - захистив дисертаційну роботу на тему «Теоретико-методологічні та інституціональні основи розведення сільськогосподарських тварин в Україні другої половини 60-х років ХХ – початку ХХІ ст.: наукове середовище академіка М. В. Зубця» на здобуття наукового ступеня доктора історичних наук зі спеціальності 07.00.07 – історія науки й техніки.
М.В. Апостол зробив вагомий внесок у дослідження історії становлення і розвитку сільськогосподарської дослідної справи. Автор понад 100 наукових праць з питань історії аграрної науки в Україні, у тому числі монографії «Теоретико-методологічні та інституціональні основи розведення сільськогосподарських тварин в Україні другої половини 60-х років ХХ – початку ХХІ ст.: наукове середовище академіка М.В.Зубця» (2016), відзначеної премією НААН «За видатні досягнення в аграрній науці» (2017). 
Він узагальнив основні наукові розробки українських учених з розведення сільськогосподарських тварин та племінної справи в Україні; сприяв їх репрезентації в світовому інформаційному просторі; розробив нові теоретичні і методологічні підходи з досліджень історії аграрної науки, освіти та техніки в Україні.
Бере участь у багатьох міжнародних і всеукраїнських наукових і науково-практичних форумах: конференціях, семінарах, симпозіумах, де гідно представляє свої наукові досягнення у галузі історії аграрної науки.

## Політична діяльність
2006—2009 — депутат Тернопільської обласної ради V скликання, заступник голови бюджетної комісії ради.
2009-2021 — помічник-консультант народного депутата України Василя Деревляного.
2012—2014 — народний депутат України VII скликання, член Комітету з питань аграрної політики та земельних відносин.
2014— помічник-консультант народного депутата України Ігоря Бриченка.
2015-2021 — радник голови МВС Арсена Авакова.
2015 і дотепер - провідний науковий співробітник сектору наукознавства Національної наукової сільськогосподарської бібліотеки Національної академії аграрних наук України.
2016—2018 рр. — Голова Антирейдерського комітету Асоціації фермерів і приватних землевласників України (АФЗУ).
2018—2019 рр. — радник Першого віце-прем'єр-міністра Степана Кубіва з питань АПК.

## Законотворча діяльність
Ініціатор 27 законопроєктів, що стосувалися зайнятості населення, землеустрою та топографо-геодезичних робіт, регулювання закупівельних цін на молоко, розвитку виноградарської, садівничої та хмелярської галузей, гарантійного фонду виконання зобов'язань за складськими документами на зерно, питань створення фермерських господарств; щодо підтримки вітчизняного сільськогосподарського виробника; щодо особливостей оподаткування податком на додану вартість операцій з постачання технічних культур; щодо зайнятості та працевлаштування інвалідів; про визнання депортованими громадян України, які у 1944—1951 роках були примусово переселені з території Польщі до СРСР; про відзначення 30 роковин Патріарха Йосипа Сліпого та ін.

## Благодійна діяльність
М. В. Апостол - засновник і керівник Благодійного фонду «АПОСТОЛ», який в рамках постійно діючої Всеукраїнської соціально-гуманітарної програми «Добро людям» уже більше 15 років надає благодійну допомогу широким верствам населення,у яких складне матеріальне та соціальне становище.
У 2014 р. за особистої підтримки М.В. Апостола видано православний молитвослов на духовну користь українських воїнів «Духовний бронежилет воїна Великої Визвольної Війни».

## Цікаві факти
На зорі Незалежності перший вивісив синьо-жовтий прапор на будівлі сільської ради рідного села Ласківці (1989).
Активний учасник всеукраїнських акцій, протестів і революції: «Україна без Кучми!», «Повстань, Україно!», Революція гідності, численних мітингів у Києві, Тернополі, Миколаєві, Первомайську, інших обласних і районних центрах України.
Як патріот свого рідного краю, Михайло Апостол — заступник голови Тернопільського земляцтва у Києві (з 2017 року).

## Нагороди
Почесна грамота Міністерства аграрної політики України.
Почесна грамота «За заслуги перед українським народом»
Пам'ятний знак «За антикорупційну діяльність» (Асоціація «Українська оборонна та безпекова промисловість»).
Відзнака «За безпеку народу» (Міністерство внутрішніх справ України)
Пам'ятна ювілейна медаль «100 років Національної наукової сільськогосподарської бібліотеки НААН»
Медаль «Знання, Душу, Серце Людям».
Орден Христа Спасителя — "За заслуги за відродження духовності в Україні".

## Сім'я
Одружений. Разом з дружиною Надією виховали двох дітей: сина Ігоря (1985 року народження) та доньку Таню (1988 року народження), які подарували батькам шістьох онуків.